# キーブル・カレッジ (オックスフォード大学)
キーブル・カレッジ （Keble College, Oxford）は、イングランド、オックスフォード大学の構成カレッジの1つ。主要な建物は大学博物館とユニバーシティ・パークスの真向かい、パークス・ロードにある。
キーブルは、1870年に英国国教会の主教、詩人であったジョン・キーブルを顕彰した募金により設立された。
ジョン・キーブルが、カトリックと国教会の調和を試みたことから、カレッジ・チャペルでは、カトリックと国教会の合同礼拝が行われることがある。
キーブル・カレッジは、女子学生のレガッタ・クラブがあり、学寮の壁に歴代のメンバーによる戦歴を示すペイントが残されている。

## 施設
建築家ウィリアム・バターフィールドによる、レンガ造りの建物であり、広大な中庭を囲むように、男女の学生寮、食堂、教官スイート、図書館、チャペルが配置されている。
チャペルのパイプオルガンによる演奏が、定期的に、オクスフォード・ラジオ局により収録・配信されている。